# Konrad III Karyncki
Konrad III (zm. 1061 r.) – hrabia Zülpich, książę Karyntii od 1056 z rodu Ezzonidów.
Konrad był synem Hezzela z Zülpich, brata Ezzona. Jego matka była zapewne siostrą cesarza Konrada II.
Mimo zajmowania opozycyjnego stanowiska wobec cesarza w 1056 r. za sprawą cesarzowej Agnieszki otrzymał księstwo Karyntii. Nie zdołał objąć władzy z powodu sprzeciwu rodu Eppsteinów. Prawdopodobnie nigdy nie był w Karyntii.

## Literatura
- Fröhlich, Archontologiae Carinthiae spec. II., Wien 1758
- Ankershofen, Gesch. Kärntens (–1122), II. Wahnschaffe, Das Herzogth. Kärnten und seine Marken im 11. Jahrh., Leipziger Inauguraldissertation, veröffentlicht vom hist. Ver. f. Kärnten, Klagenfurt 1878
- Siegfried Hirsch, Georg Waitz, Heinrich II.
- Friedrich Wilhelm Benjamin von Giesebrecht, Geschichte der deutschen Kaiserzeit